# Stara Bystrzyca (kolonia)
Stara Bystrzyca (niem. Wustung) – kolonia w Polsce położona w województwie dolnośląskim, w powiecie kłodzkim, w gminie Bystrzyca Kłodzka.

## Położenie
Stara Bystrzyca leży w Górach Bystrzyckich, w Wyszkowskim Grzbiecie, pomiędzy górami Kawka i Łubiec (Góry Bystrzyckie), w dolinie potoku Toczna, na wysokości około 400 m n.p.m.

## Podział administracyjny
W latach 1975–1998 miejscowość administracyjnie należała do województwa wałbrzyskiego.

## Historia
W XIX wieku w tym miejscu zbudowano leśniczówkę, która szybko stała się celem przechadzek mieszkańców pobliskiej Bystrzycy Kłodzkiej. Pod koniec XIX wieku wzniesiono tu dużą gospodę, w następnych latach rozbudowaną w duży zespół gastronomiczny, połączony ze stawami rybnymi. Do 1949 roku było to bardzo popularne i najczęściej odwiedzane miejsce w okolicach Bystrzycy Kłodzkiej. Po 1945 roku nie reaktywowano zakładu gastronomicznego, a budynki przejęły Lasy Państwowe.

## Szlaki turystyczne
Przez Starą Bystrzycę przechodzi  szlak turystyczny, prowadzący z Bystrzycy Kłodzkiej na Przełęcz Spaloną.